# Desa Pasanggrahan (administrativ by i Indonesien, Jawa Barat, lat -6,72, long 107,73)
Desa Pasanggrahan är en administrativ by i Indonesien.   Den ligger i provinsen Jawa Barat, i den västra delen av landet, 110 km sydost om huvudstaden Jakarta.